# Mesotritia minima
Mesotritia minima är en kvalsterart som beskrevs av Wojciech Niedbała 2002. Mesotritia minima ingår i släktet Mesotritia och familjen Oribotritiidae. Inga underarter finns listade i Catalogue of Life.